# Diogmites teresita
Diogmites teresita là một loài ruồi trong họ Asilidae. Diogmites teresita được Lamas miêu tả năm 1972. Loài này phân bố ở vùng Tân nhiệt đới.